# Tom Stafford (Astronaut)
Thomas Patten „Tom“ Stafford (* 17. September 1930 in Weatherford, Oklahoma; † 18. März 2024 in Satellite Beach, Florida) war ein US-amerikanischer Astronaut.

## Ausbildung und Laufbahn in der Air Force
Im Anschluss an die High School studierte Stafford an der Marineakademie in Maryland und erwarb im Jahr 1952 ein Ingenieursdiplom mit Auszeichnung. Er trat in die US-Luftwaffe ein und wurde auf der Connally Air Force Base in Texas zum Piloten ausgebildet. Nach dem Grundlehrgang, den er im September 1953 erfolgreich beendete, erhielt er einen Kurs zum Abfangjäger und tat Dienst bei einer Einheit in South Dakota.
Im Dezember 1955 wurde Stafford nach Übersee versetzt und kam für drei Jahre in die Bundesrepublik. Auf der damaligen Hahn Air Base war er Pilot und Staffelführer der 496th Fighter Interceptor Squadron.
Zurück in den USA kam Stafford nach Kalifornien auf die Edwards Air Force Base (EAFB). Ab August 1958 wurde er auf der Experimental Flight Test Pilot School ausgebildet. Seine Testpilotenlizenz erwarb er im April des folgenden Jahres, verbunden mit einer Auszeichnung als Klassenbester. Er blieb als Ausbilder auf der EAFB und wurde später zum Chef der Leistungsabteilung befördert.
Am Ende seiner Karriere erreichte Stafford in der US-Luftwaffe den Dienstgrad eines Generalleutnants. Er ist damit einer von nur vier Raumfahrern (Stafford, Chilton, Helms, Truly), die in diese Rangklasse der US-Streitkräfte aufstiegen.

## Astronautentätigkeit
Stafford hatte gerade die Testpilotenausbildung beendet, als die ersten US-amerikanischen Raumfahrer im April 1959 ausgewählt wurden. Astronaut zu werden, reizte ihn, deshalb reichte er seine Bewerbungsunterlagen ein, als die zweite Gruppe zusammengestellt wurde. Gleichzeitig wollte er in der Air Force weiterkommen und ein Studium an der Harvard Business School aufnehmen, um sich für Führungsaufgaben zu qualifizieren. Es gelang ihm auch, einen der wenigen Studienplätze für Angehörige der Air Force zu erhalten. An seinem dritten Tag in Harvard erhielt er die Nachricht aus Houston, dass er als Astronaut angenommen worden war. Er entschied sich, das Wirtschaftsstudium zugunsten der Raumfahrt aufzugeben.

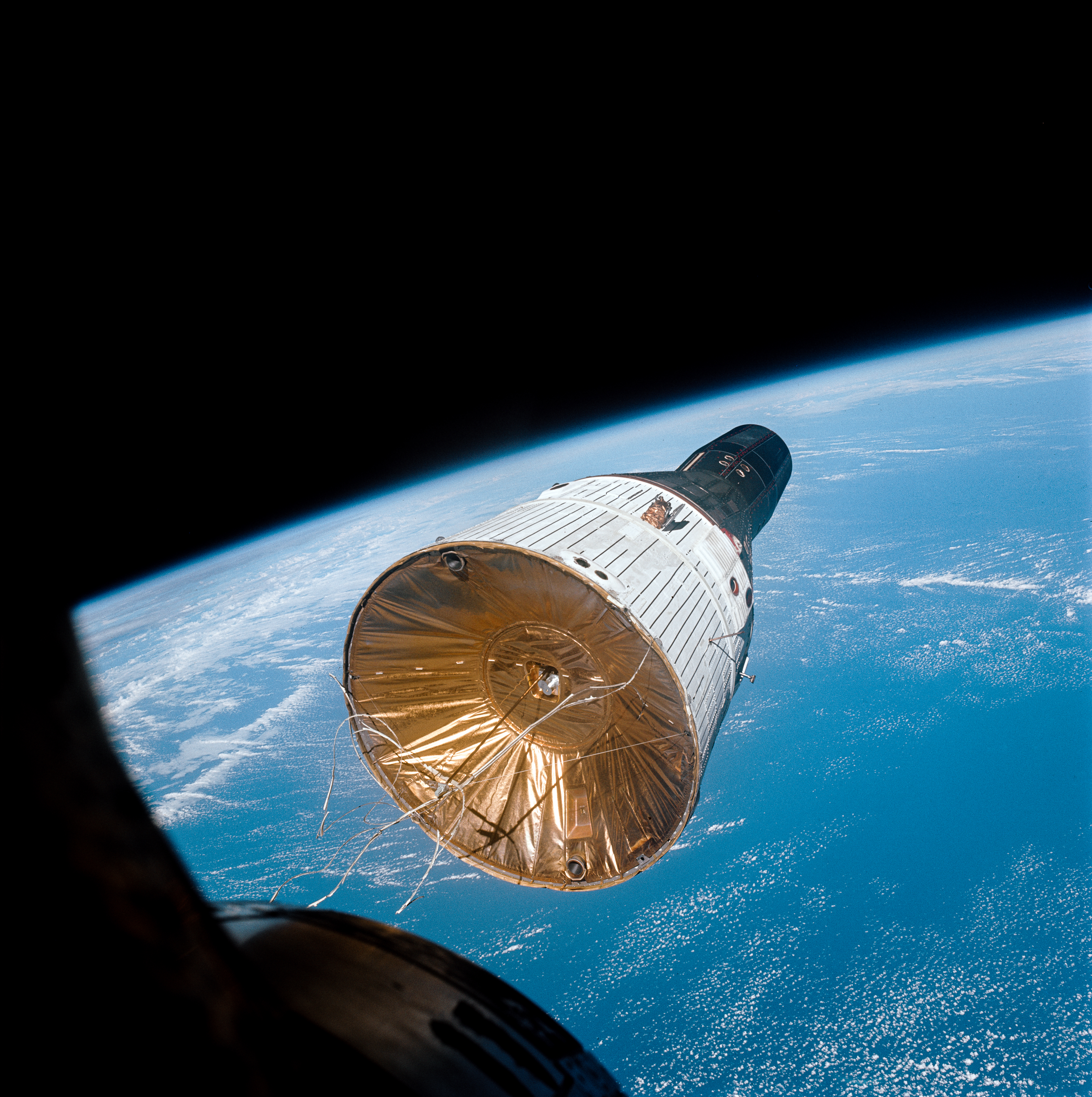
Gemini 7 aus ca. 7 m Abstand von Gemini 6A aus aufgenommen

Stafford kam im September 1962 als Mitglied der zweiten Astronautengruppe zur NASA. Drei Jahre später, im Dezember 1965, startete er als Pilot von Gemini 6A zusammen mit Walter Schirra ins All. Hauptaufgabe war das erste Rendezvous von zwei bemannten Raumschiffen in der Erdumlaufbahn. Erfolgreich näherte man sich dem zuvor gestarteten Raumschiff Gemini 7 zuerst bis auf etwa vierzig Meter. Beim anschließenden gemeinsamen Flug innerhalb der folgenden fünfeinhalb Stunden gelangen sehr präzise und beeindruckende Manöver, bei denen der geringste Abstand beider Raumschiffe nur noch ca. 30 cm betrug.
Bereits ein halbes Jahr später bestritt Stafford seinen zweiten Raumflug. Er war in die Besatzung von Gemini 9 aufgerückt, weil die ursprünglich benannten Astronauten bei einem Unfall ums Leben gekommen waren. Zusammen mit seinem Piloten Eugene Cernan führte er im Juni 1966 Rendezvousmanöver mit einem zuvor gestarteten Zielsatelliten durch. Zu der geplanten Kopplung kam es jedoch nicht, weil sich die Nutzlastverkleidung des Satelliten zwar geöffnet, nicht aber gelöst hatte.

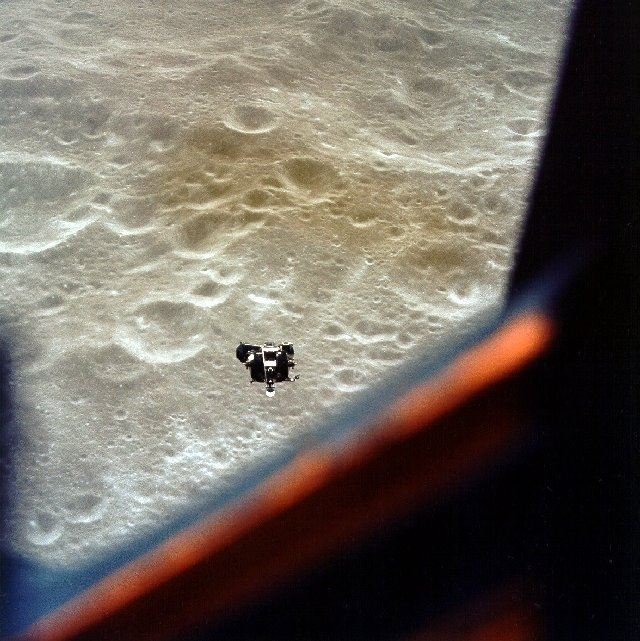
LM Snoopy während des Rendezvous mit Apollo 10 im Mondorbit

Im Rahmen des Apollo-Programms war Stafford mit der Missionsplanung befasst. Daneben trainierte er in Ersatzbesatzungen mehrerer abgesagter Apollo-Flüge, bevor er nach der Katastrophe von Apollo 1 als Kommandant der Ersatzmannschaft von Apollo 7 aufgestellt wurde.
Zwei Monate vor der ersten bemannten Mondlandung war Stafford Kommandant von Apollo 10 – der Generalprobe für Apollo 11. Gemeinsam mit John Young und Eugene Cernan testete er im Mai 1969 erstmals die Mondlandefähre in der Umlaufbahn des Erdtrabanten. Sie näherten sich der Mondoberfläche bis auf 14 km. Nach dem Abtrennen der Abstiegsstufe versagte der Lageregelungscomputer. Stafford und Cernan gelang das Rendezvous mit dem Mutterschiff per Handsteuerung.
Im Anschluss an seinen dritten Flug leitete Stafford zunächst das Astronautenbüro und wurde damit Nachfolger von Alan Shepard, der sich auf seinen Mondflug vorbereitete. Nach Shepards Rückkehr im Juni 1971 wurde Stafford Stellvertreter des Flight Crew Operations Directorate, das unter anderem für das Training der Raumfahrer zuständig ist. Diese Stellung gab er auf, als er erneut eine Zuteilung zu einem Raumflug erhielt.
Seinen vierten und letzten Raumflug unternahm Stafford im Juli 1975 beim Apollo-Sojus-Test-Projekt. Unter seinem Kommando dockte Apollo ASTP an die sowjetische Sojus 19-Kapsel an und blieb fast zwei Tage mit ihr verbunden. Durch das Unternehmen entwickelte sich eine enge Freundschaft mit seinem sowjetischen Kollegen Alexei Leonow.

## Nach der NASA
Nach diesem neuntägigen Raumflug beendete Stafford seine Astronautenkarriere. Er kehrte zur EAFB zurück, seiner letzten Wirkungsstätte, bevor er zur NASA gegangen war. Drei Jahre lang leitete er das Flugerprobungszentrum. Dann wechselte er nach Washington, D.C. und wurde stellvertretender USAF-Stabschef für Forschung und Entwicklung.
Im November 1979 verließ Stafford die US-Luftwaffe und wurde Manager in der Privatwirtschaft. So war er beispielsweise im Vorstand des Uhrenherstellers  Omega oder der Bendix Corporation. Er beriet weiterhin die USAF und die NASA sowie Ronald Reagan während seines Präsidentschaftswahlkampfes in Fragen der Landesverteidigung. Im Juni 1990 wurde er als Vorsitzender eines Komitees berufen, das die zukünftigen Möglichkeiten der bemannten Raumfahrt zu untersuchen hatte.

## Besonderheiten und Rekorde
- Er flog mit der höchsten Geschwindigkeit, die Menschen bisher erreicht haben (39.897 km/h, zusammen mit John Young und Eugene Cernan bei Apollo 10).
- Stafford war am 3. Juli 1971 einer der Sargträger beim Staatsbegräbnis der bei der Landung von Sojus 11 ums Leben gekommenen Kosmonauten Dobrowolski, Wolkow und Pazajew.

## Ehrungen
Tom Stafford wurde 1993 mit der Congressional Space Medal of Honor ausgezeichnet. 1997 wurde er in die National Aviation Hall of Fame aufgenommen.

## Tod
Am  18. März 2024 starb Stafford in Satellite Beach, Florida im Alter von 93 Jahren an Leberkrebs.